# منبع تاریخی

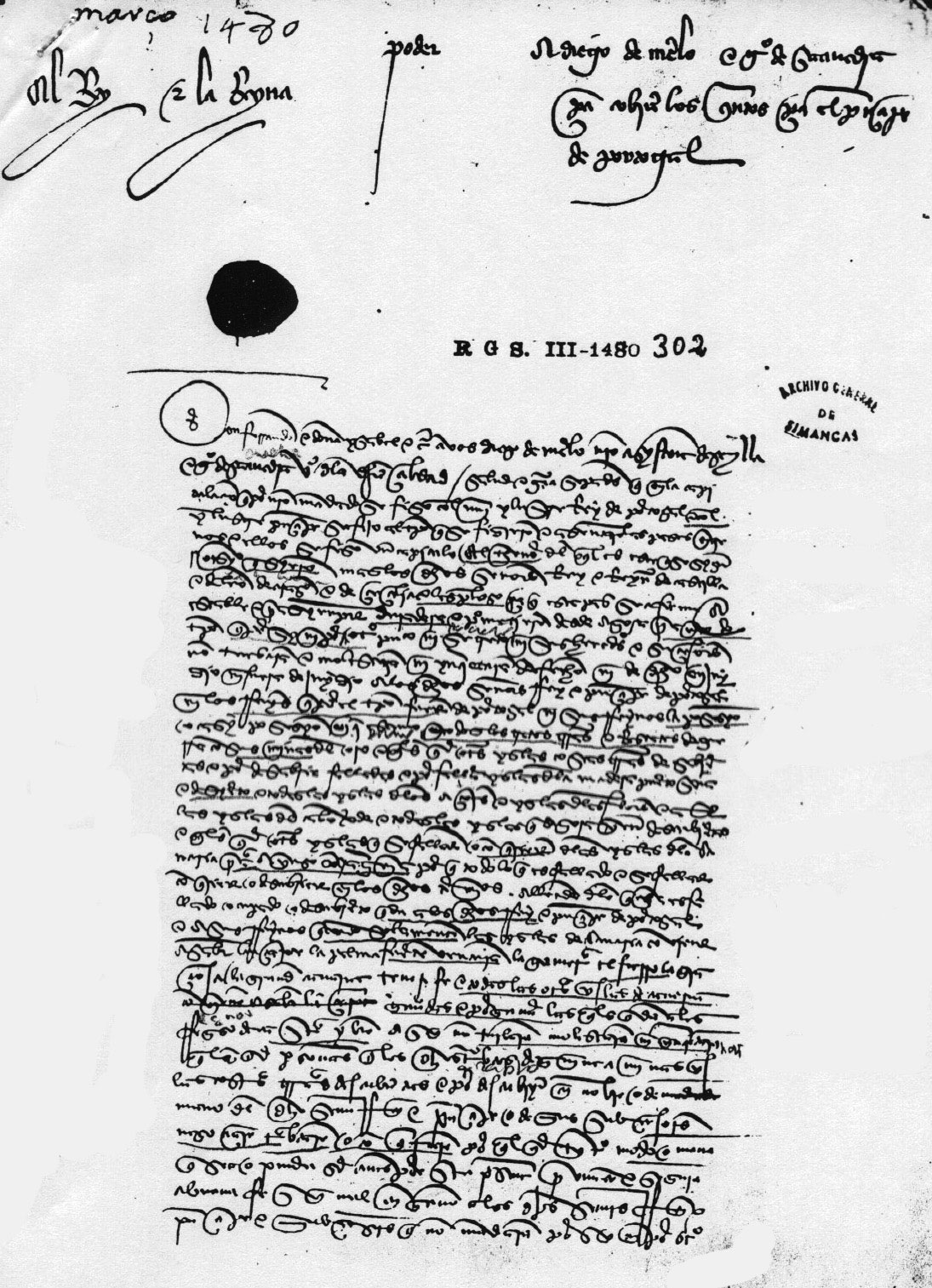
نمونه منبع تاریخی از پیمان آلکاسواس (1479) بین کاستیا و پرتغال امضا شد و به جنگ جانشینی کاستیا پایان داد. کاستیا جزایر قناری را گرفت و پرتغال حق انحصاری تجارت در آفریقا را به دست آورد. در 14 مارس 1480، این پیمان به شهر سویل ابلاغ شد.

منبع تاریخی، منبع و مأخذی حاوی اطلاعات مهم تاریخی است. این منبع (یا منابع) ما را از ابتدایی‌ترین سطح از تاریخ آگاه می‌کند و به‌عنوان سرنخی برای مطالعه تاریخ استفاده می‌شود.
منابع تاریخی می‌تواند شامل سکه‌ها، بناهای تاریخی، منابع ادبی، اسناد، مصنوعات، مکان‌های باستان (باستان‌شناسی)، ویژگی‌ها، نقل‌قول‌های شفاهی، کتیبه‌های سنگی، نقاشی‌ها، صداهای ضبط شده، تصاویر و تاریخ شفاهی باشد. حتی آثار و ویرانه‌های باستانی، به‌طور کلی، منابع تاریخی هستند. مورخان بسته به دوره مطالعه و ماهیت تحقیق خود، از انواع مختلفی از منابع برای آگاهی از گذشته استفاده می‌کنند. انواع منابع عبارتند از منبع دست اول، منبع دست دوم و منبع دست سوم.

## انواع

### منبع دست اول
ویژگی‌های مورفولوژیکی طبیعی، ساختارهای کوه‌نگاری و هیدروگرافی، مداخلات انسانی، ساختمان‌ها، زیرساخت‌ها، یافته‌های باستان‌شناسی، «منابع مادی‌ای هستند که کاربردها و اشکال زیست گذشته را نشان می‌دهند. توصیفات ادبی، تصاویر هنری، شواهد نقشه‌نگاری، منابع شفاهی یا نمادینی هستند که می‌توانند اطلاعاتی را ارائه دهند که توسط سوژه تاریخی تولیدکننده آن‌ها باقی مانده‌است. در تلفیق تاریخ‌نگاری‌ها، باید دسته‌بندی‌های مختلف منابع را در تلاش برای تحقق یک تحقیق چند رشته‌ای گرد هم آورد.

### منبع دست دوم
این نوع منبع عموماً شامل ارزیابی منابع اولیه است.

### منبع دست سوم
این نوع منبع، نمایه یا ادغام متنی منابع اولیه و ثانویه است که از قبل منتشر شده‌است.